# Sulejman Tihić
Sulejman Tihić, né le 26 novembre 1951 à Bosanski Šamac et mort le 25 septembre 2014, est un homme d'État bosnien, ancien président de la présidence collégiale tripartite de Bosnie-Herzégovine.

## Biographie

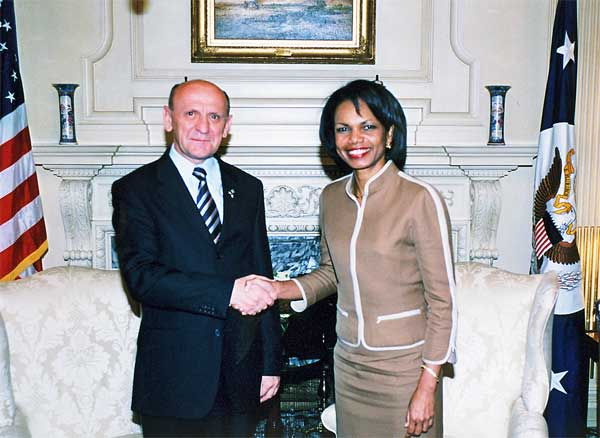
Sulejman Tihić et Condoleezza Rice, le 11 mai 2006.

Diplômé de la faculté de droit de Sarajevo, il est diplomate au sein du ministère des Affaires étrangères de 1994 à 1999, au poste de conseiller du Ministre. 
Tihić est l'un des membres fondateurs du Parti d’action démocratique (SDA). En octobre 2001, il succède à Alija Izetbegović à la tête du SDA. Membre de la Présidence tripartite de Bosnie-Herzégovine d'octobre 2002 à 2006, il y est le représentant des Bosniaques.